# Gorgo de Lesbos
Gorgo (grec antic: Γοργώ, llatí: Gorgo) fou una poeta lírica de Lesbos contemporània i rival de Safo, a la qual fins i tot va atacar en els seus poemes. Safo va tenir conflictives relacions amb altres poetes líriques del seu temps.